# تپه تازه‌آباد ۳
تپه تازه آباد ۳ مربوط به دوران‌های تاریخی پس از اسلام است و در شهرستان ثلاث باباجانی، روستای تازه آباد امین واقع شده و این اثر در تاریخ ۴ خرداد ۱۳۸۴ با شمارهٔ ثبت ۱۱۸۰۱ به‌عنوان یکی از آثار ملی ایران به ثبت رسیده است.